# Тепловентилятор

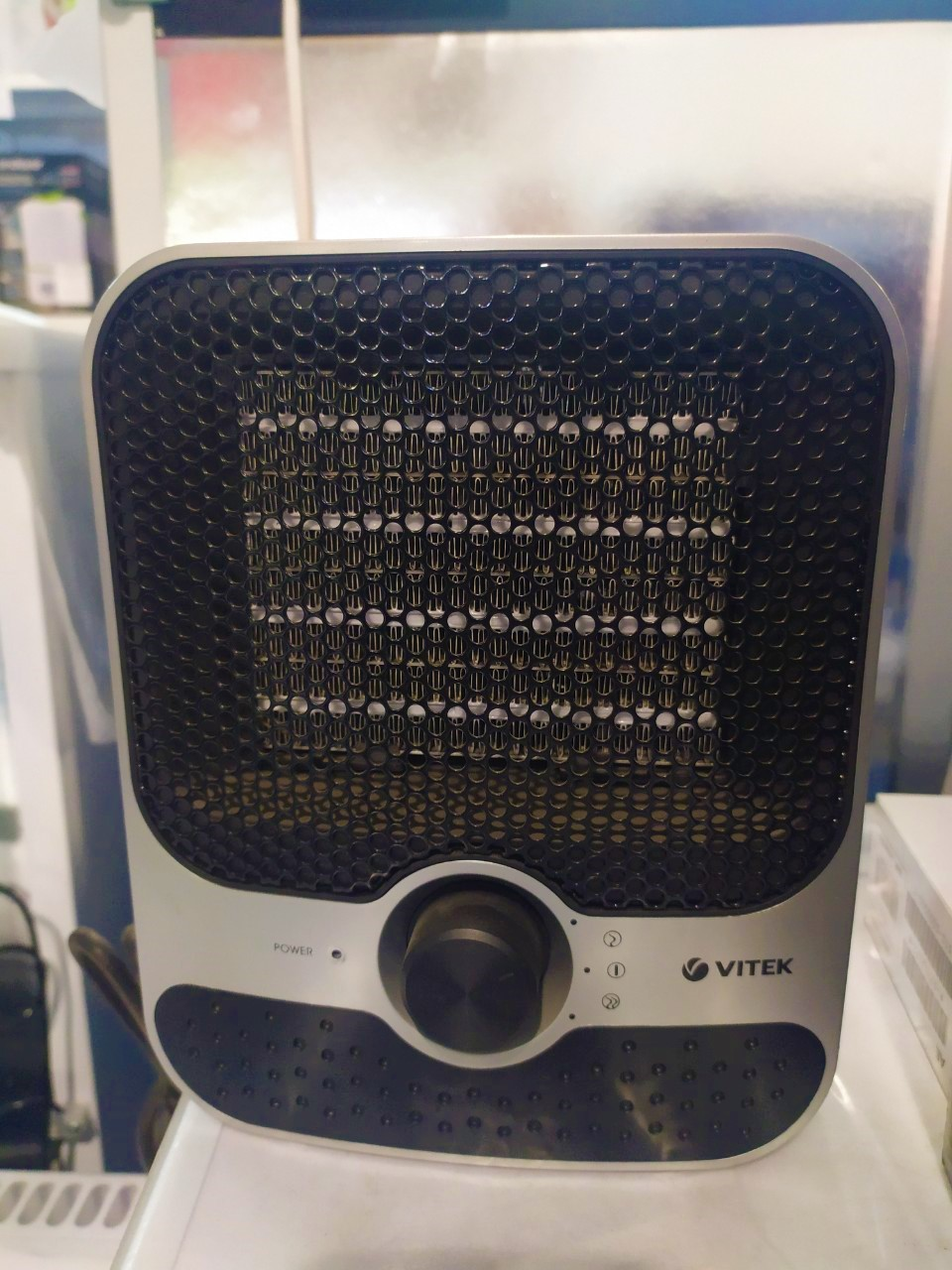
Побутовий підлоговий тепловентилятор

Тепловентилятор — опалювальний прилад, що нагріває потік повітря, що продувається через нагрівальний елемент, шляхом застосування вентилятора. Потім потік повітря потрапляє в приміщення яке треба обігріти. Як правило має регулятори потужності рівня нагріву нагрівального елемента, та режиму потужності вентилятора. Тепловентилятор може мати різні розміри, проте найбільшого розповсюдження набули компактні побутові переносні моделі, зручні для обігріву невеликої території де перебувають одна або декілька людей. Тепловентилятори призначені для локального обігріву житлових та робочих приміщень, офісів.
Тепловентилятор споживає приблизно 1 кіловат електроенергії для опалення 10 кв. м. площі приміщення
. Електричні обігрівачі з вентилятором можуть бути дорожчими в експлуатації, ніж паливні обігрівачі через вартість електроенергії.
Використання тепловентилятора найбільше доцільне у приміщеннях, де не доцільна постійна підтримка комфортних температур, але є нагальна потреба швидкого їх досягнення, наприклад при оперативній необхідності перебування людини в складському приміщенні. Нагрівальний елемент  через свою конструкцію швидко досягає робочої температури, в той же час нагнітання повітря забезпечує його швидшу циркуляцію у об'ємі приміщення. При вимиканні нагрівального елементу багато моделей здатні виконувати функцію звичайного вентилятора.
Основними деталями будь-якого тепловентилятора є корпус, нагрівальний елемент та безпосередньо сам вентилятор. Як правило зовнішня частина приладів виготовляється з металу чи міцного пластику.
Залежно від класу виробу знижується шум приладу, а також покращуються, очисні показники тепловентиляторів. Існують моделі, застосування яких можливе навіть у вологих приміщеннях, використання звичайних в таких умовах є дуже небезпечним.
При висоті стелі в приміщенні 5 і більше метрів, практично доцільно оснащення приміщення стельовими вентиляторами дестратифікаторами для перенаправлення повітря вниз, так як гаряче повітря підіймається в гору до стелі що різко знижує ефективність опалення.

## Конструкція та принцип роботи

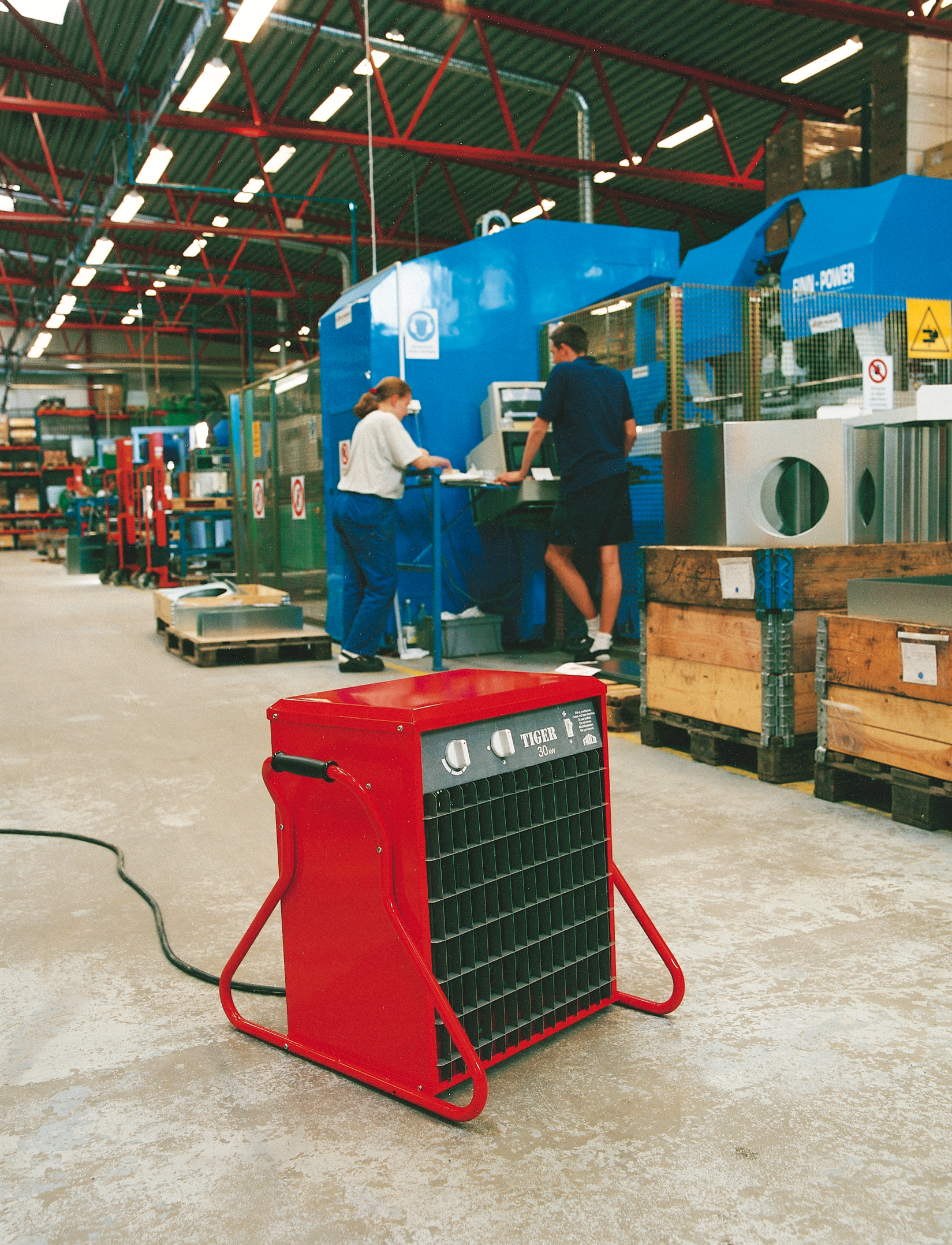
Промисловий тепловентилятор на підприємстві

Тепловентилятор функціонує за таким принципом, вентилятор втягує холодне повітря всередину приладу потім холодне повітря потрапляє на нагрівальний елемент. Потім повітря отримуючи тепло від нагрівального елемента висувається назовні.
За джерелом теплоти тепловентилятори поділяються на:
- електричні, у тому числі:
  - спіральні;
  - ТЕНові (нагрівальний елемент — ТЕН (трубчастий електричний нагрівач), ТЕН може бути гладким або оребреним);
  - з керамічним нагрівальним елементом
- газові (скраплений, природний);
- Рідкого палива (дизель, гас, відпрацьована машинна олія), в тому числі[6]:
  - прямого нагріву (тепле повітря виходить разом із відпрацьованими газами). Мають великий ККД, близький до 100 %, але забруднюють повітря продуктами згоряння, що є небажаним для приміщень, в яких знаходяться люди.
  - непрямого нагріву (згоряння палива відбувається в герметичній камері, тепле повітря не поєднується з продуктами згоряння, які виводяться через окрему трубу в димар). Не забруднюють приміщення продуктами згоряння, але мають трохи менший ККД (т.к. частина тепла йде разом із відпрацьованими газами) і набагато вищу вартість (через складнішу конструкцію).

За сферою застосування:
- Побутові.
- Промислові (часто називають «теплові гармати» або «теплогенератори»).

За способом встановлення:
- Переносні.
- Стаціонарні: підлогові, настінні, стельові.

За розміщенням розрізняють:
- Автономні
- Вбудовувані в опалювальну систему

## Теплова гармата
Особливим видом тепловентилятора є «теплова гармата», по суті теплова гармата являє собою потужний тепловентилятор в короткій металевій трубі чи кубі. Різниця між звичайним тепловентилятором і тепловою гарматою дуже умовна. Щодо деяких моделей використовуються обидві назви. Але в той же час потужні теплові гармати не рекомендовані до використання в житлових приміщеннях, через те що їх потужність занадто висока для таких приміщень і призводить до підвищення пожежонебезпечності.

## Безпека використання
- Тепловентилятори не використовуються в умовах підвищеної вологості так як вологість може викликати коротке замикання. Проте деякі моделі можуть бути розрахованими на функціонування в приміщенні з високим рівнем вологості.
- Тепловентилятори задля протидії перегріву повинні мати в конструкції термостат для запобігання перегріванню пристрою.
- Неелектричні тепловентилятори (дизельні пічки, газові теплові гармати) становлять деякий (порівняно невеликий) ризик отруєння парами палива та продуктами згоряння — вуглекислим та чадним газами.